# Templo de Idaho Falls
El Templo de Idaho Falls es uno de los templos construidos y operados por la Iglesia de Jesucristo de los Santos de los Últimos Días, el número 10 construido por la iglesia y el primero de Idaho, ubicado a orillas del río Snake en la ciudad de Idaho Falls en los Estados Unidos. Históricamente, el templo de Idaho Falls fue el primer templo SUD construido con un diseño de un solo pináculo. El diseño representó un regreso al uso de agujas, ya que los tres templos previamente dedicados no presentaban torres ni pináculos. Como sus predecesores, el templo de Idaho Falls en sus inicios presentó la sesión de la investidura con actores en vivo.

## Anuncio
El primer indicio de la construcción de un templo fue hecha en 1884, tras varios años de haber sido colonizada por pioneros mormones. Wilford Woodruff, uno de los compañeros de misión del fundador de la iglesia Joseph Smith, había llegado a Idaho Falls para animar a los colonos quienes habían encontrado fuertes desafíos en el desierto de Idaho. Woodruff discursó a sus fieles parado sobre un vagón pionero y diría que la región estaría dotada de templos en el futuro, comentario que en el folclore SUD es considerado profético. A pesar del crecimiento de la región, los fieles viajaban al templo de Logan para sus actividades eclesiásticas. El anuncio finalmente llegó el 3 de marzo de 1937 luego de la construcción de templos en Laie, Canadá y Arizona.

## Diseño
La arquitectura del templo de Idaho Falls muestra muchos elementos del entonces ya declinante movimiento Art decó, un estilo poco frecuente entre edificios religiosos. Su arquitecto Fetzer, Sr. dice haber solicitado ayuda divina en el diseño del nuevo edificio y haber recibido una epifanía donde se le mostrarían los detalles de su diseño. Otros veteranos arquitectos se involucraron en el proyecto, incluyendo Ramm Hansen, Hyrum Pope y Lorenzo S. Young, quienes habían trabajado en los templos de Utah, Hawái, Canadá y Arizona. El templo es uno de los pocos templos donde los patrones avanzan a través de cuatro salas de ordenanzas antes de pasar al salón Celestial como parte de la investidura. Aunque el exterior del templo fue una desviación de los patrones previos, el interior del templo se construyó del mismo patrón, alrededor de un gran pasillo estilo corredor y una escalera central que conecta a cuatro salones al segundo piso. En su paso por la sesión de investidura, los usuarios pasan de un salón al siguiente en una rutina que sugiere la historia del humano desde el nacimiento terrenal hasta las regiones de la gloria celestial, y las etapas sucesivas de progresión hasta su destino eterno.

## Construcción

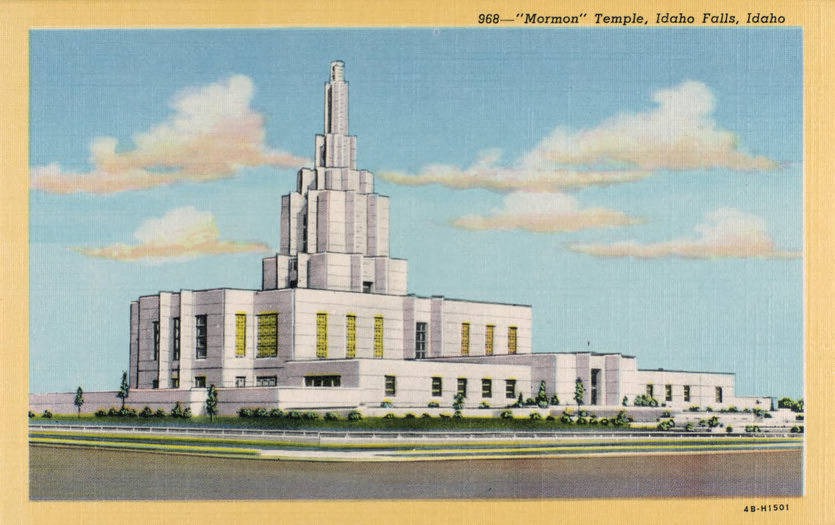
Tarjeta postal con el templo sin la estatua de Moroni.

Los planes de construir un templo en Idaho fueron anunciados por la Primera Presidencia de la iglesia SUD el 3 de marzo de 1937. Tras el anuncio público, la iglesia en ese país buscó un terreno adecuado y después de considerar varios puntos, decidió construir el templo religioso en un terreno de 2,8 hectáreas donado a la iglesia por el ayuntamiento, a orillas del río Snake. La ceremonia de la primera palada ocurrió el 19 de diciembre de 1939, presidida por autoridades locales. El exterior del templo se completó en 1941 y se esperaba completar el interior del edificio en un año, pero el inicio de la Segunda Guerra Mundial y las escaseces que eso trajo consigo demoraron la culminación del templo hasta 1945.
Mientras excavaban en la arena para los cimientos del edificio, los trabajadores encontraron roca de lava sólida 18 pies (5,5 m) por debajo de la superficie, un cimiento ideal para la cimentación del sótano. La ceremonia de la primera piedra ocurrió el 19 de octubre de 1940 presidida por David O. McKay, miembro de la Primera Presidencia de la iglesia. El exterior del templo es revestido con el estilo Mo-Sai prefabricado de mármol de 2 pulgadas (5,1 cm) de grosor. El diseño en capas del edificio consiste en un bloque rectilíneo central de dos pisos coronado con una torre central ahusada de 125 pies (38,1 m) con una parte superior de seis niveles, que recuerda al Empire State Building y otras torres de la década de 1920. Dos pilastras de columnas lineales a lo largo de la estructura se centran en cada fachada y acentúan los cuadrados de ornamentación geométrica en alto relieve. Una piedra de inscripción tallada se coloca sobre la entrada principal anunciando el nombre del templo. El sótano albergaba la pila bautismal, diseñada por Torlief Knaphus quien diseñó los relieves de varios templos anteriores. La pila bautismal es sostenida por doce bueyes estilizados bajo influencia Art Deco, de bronce blanco altamente resistente a la corrosión. Las puertas de bronce monumentales, paneles de madera y losas de mármol de Francia, Italia y Utah contribuyen al diseño del interior del edificio.
El exterior de las torres del edificio están encubiertos por paneles de concreto blanco producidos por un emigrante alemán Carl Buehner en Salt Lake City. Buehner comenzó su trabajo en concreto en su patio trasero al emigrar a Utah en 1901. Buehner refiere haber recibido una bendición patriarcal donde se le anticipa que participaría de manera significativa en la construcción de templos. Además del templo de Idaho Falls, Beuhner y su familia han recibido contratos para la construcción de varios templos, incluyendo el templo de Los Ángeles, el templo en Suiza, el templo en Londres y el templo de Nueva Zelandia.
El edificio fue el primero en recibir un pináculo aunque no tenía la característica estatua de Moroni en su punto superior. En septiembre de 1983, se empleó un helicóptero para instalar una estatua de Moroni en lo alto de la aguja.: 283  La soilicitud había sido hecho por los líderes locales del Este de Idaho y la estatua de 12 pies (3,7 m), replica de la estatua sobre el templo de Atlanta, fue aprobada por la iglesia.
El lado Este del templo de Idaho Falls, originalmente presentaba una serie de tres estanques reflectantes que estaban llenos de nenúfares y peces pequeños. En la década de 1960, los estanques se convirtieron en macizos de flores. En 2011, los estanques de hormigón se eliminaron como parte de una renovación del paisaje y se reemplazaron con una cascada decorativa.

## Dedicación
El templo SUD de Idaho Falls fue dedicado para sus actividades eclesiásticas el 23, 24 y 25 de septiembre de 1945, por el entonces presidente de la iglesia SUD George Albert Smith, el único templo dedicado por Smith. Unos 25 mil fieles provenientes de estados circunvecinos asistieron a la dedicatoria del templo. Habían pasado noventa años desde el establecimiento de este primer establecimiento permanente en Idaho. Para el momento de la dedicación del templo, más de noventa mil miembros vivían en estacas organizadas en Idaho, Wyoming y el sureste de Oregón.

## Características

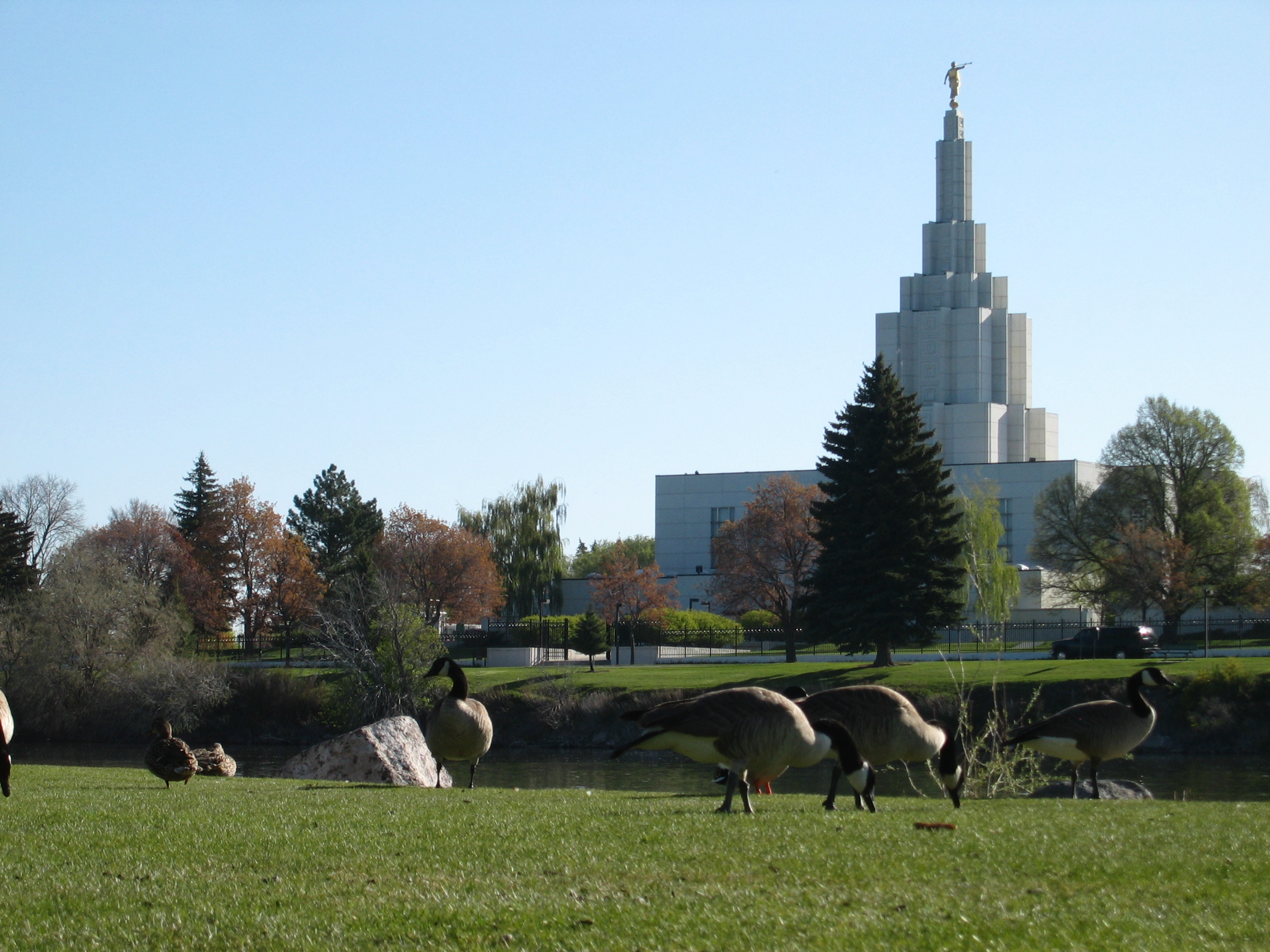
Gansos del Canadá, el templo de Idaho Falls al fondo y el río Snake en el medio.

Los templos de la Iglesia de Jesucristo de los Santos de los Últimos Días son construidos con el fin de proveer ordenanzas y ceremonias consideradas sagradas para sus miembros y necesarias para la salvación individual y la exaltación familiar. El templo de Idaho Falls tiene un total de 8.563,5 metros cuadrados de construcción, contando con cuatro salones para dichas ordenanzas SUD y nueve altares de sellamientos matrimoniales. El templo de Idaho Falls es el primer templo construido por la iglesia SUD en tener un diseño de un solo pináculo, y representó para la época el retorno del uso de pináculos, pues los tres templos anteriores se construyeron sin las características torres puntiagudas (véase los templos de Mesa, Alberta y Laie). 
En septiembre de 1983, el templo acogió la colocación de una estatua representativa del ángel Moroni. El interior del templo de Idaho Falls está decorado con murales pintados a mano, de manera que es el único de dos templos SUD en el mundo que tiene el Salón Celestial con murales así decorado, el otro siendo el templo de Los Ángeles. Los terrenos del templo gozan de más de 1.600 semperverentes que decoran el jardín. A mediados de 1992, el templo fue objeto de renovaciones fundamentalmente en el interior.

### Centro de visitantes
El templo de Idaho Falls cuenta con un centro de visitantes anexo al templo. A diferencia del templo, el centro de visitantes está abierto al público y es dirigido por los misioneros voluntarios de la iglesia. Cada año, durante la época de las festividades navideñas, se acostumbra a decorar el centro de visitantes y el terreno del templo con cientos de miles de luces navideñas. Una réplica del Cristo de Thorvaldsen se encuentra situada en el centro de visitantes del templo de la Ciudad de México.
El templo de Idaho Falls es utilizado por miembros repartidos en estacas afiliadas a la iglesia al este de Wyoming y el sudeste de Idaho, incluyendo Pocatello hasta la dedicación del Templo de Pocatello.